# Paramanota orientalis
Paramanota orientalis är en tvåvingeart som beskrevs av Risto Tuomikoski 1966. Paramanota orientalis ingår i släktet Paramanota och familjen svampmyggor.
Artens utbredningsområde är Myanmar. Inga underarter finns listade i Catalogue of Life.